# غوشين (نيوهامشير)
غوشين (بالإنجليزية: Goshen, New Hampshire)‏ هي بلدة أمريكية تقع في الولايات المتحدة في Sullivan County. يقدر عدد سكانها بـ 810 نسمة ومساحتها 58.5 كم2 وترتفع عن سطح البحر 296 متر.